# Regionales Arbeitsvermittlungszentrum
Die RAV (Regionale Arbeitsvermittlungszentren) sind eine staatliche Institution für Arbeitslose in der Schweiz. Sie sind in der Regel die erste Anlaufstelle für arbeitslos gewordene Menschen mit Wohnsitz in der Schweiz, werden sie arbeitslos, müssen sie sich unverzüglich im lokalen RAV anmelden.
Die RAV sind die größte Stellenvermittlungsplattform der Schweiz und beschäftigen rund 1'500 Mitarbeiter. Sie beraten Arbeitslose und unterstützen sie bei der Suche nach einem neuen Job. Das RAV organisiert auch Kurse für Arbeitslose. Außerdem wird kontrolliert, ob sich der Arbeitslose genügend um eine neue Stelle bemüht.

## Funktion
Entgegen der verbreiteten Fehlmeinung zahlen nicht die RAV Arbeitslosengeld aus, sondern für die eigentliche Auszahlung ist letztlich die Arbeitslosenkasse zuständig. Diese stellt ein separates Amt dar, an das sich der Arbeitslose heute nur noch selten direkt wenden muss, da nicht mehr auf dem Amt „gestempelt“ wird. „Stempeln“ war eine Arbeitslosenpflicht, wöchentlich oder täglich die Kasse aufzusuchen und die Arbeitslosigkeit anzumelden. Im Kanton Zug beispielsweise wurde erst im Januar 1998 das wöchentliche "Stempeln" auf den Gemeindearbeitsämtern abgeschafft. Stattdessen regelt nun das RAV – das nur einmal monatlich für das Abgeben eines Formulars und gegebenenfalls für ein Gespräch besucht werden muss – die Abläufe bis zur Auszahlung. Der Begriff „stempeln gehen“ hat sich im Sprachgebrauch jedoch gehalten. Besonders bei Schweizer Bürgern, die das alte System noch kannten, ist „stempeln gehen“ nach wie vor ein Synonym für „arbeitslos sein“.
Die RAV sind um das Jahr 1996 herum eröffnet worden. Die RAV prüfen Ansprüche und versuchen auch, Missbrauch zu verhindern. Verfehlungen der Bezüger (zu wenige Bewerbungen geschrieben, zu spät angemeldet, Termine verpasst…)
werden mit sogenannten Einstelltagen sanktioniert. Einstelltage sind Bezugstage, die abgezogen werden.
Die RAV leisten einen wichtigen Beitrag zur Versorgung des regionalen Arbeitsmarkts mit Arbeitskräften.

## Termine und Pflichten des Arbeitslosen
- Arbeitslose müssen ungefähr einmal pro Monat das RAV besuchen:

Bei einigen RAVs gilt als fixer Termin der "Kontrolltag", an dem das gelbe Formular „Angaben der versicherten Person“, auf welchem der oder die Arbeitslose den aktuellen Status (Zwischenverdienst, "sind sie weiterhin arbeitslos?") vermerkt, für den jeweiligen Monat abgegeben werden muss. Wer an welchem Tag Kontrolltag hat, hängt vom Anfangsbuchstaben des Nachnamens ab. Man kann während dieses Tages zu einer beliebigen Uhrzeit innerhalb der Geschäftszeiten das RAV besuchen (Verschiedene Berater in kleinen Kabinen mit Frei/Besetzt-Lampen warten auf einen und der Vorgang dauert nur etwa 5 Minuten). Grundsätzlich ist der Kontrolltag ein Tag gegen Ende des Monats. Bei kleineren RAVs, die nicht über derartige Kabinen verfügen, wird das Formular jeweils beim persönlichen Gespräch mit dem Berater abgegeben, was auch den administrativen Aufwand reduziert und die Kosten senkt.
Ein weiterer – je nach RAV auch der einzige – monatlicher Termin ist das "Gespräch mit dem persönlichen Berater", bei dem das Formular „Nachweis der Persönlichen Arbeitsbemühungen“ abgegeben werden muss, auf dem alle Bewerbungen eingetragen werden, die im vergangenen Monat geschrieben wurden (kann auch als Excel- oder PDF-Datei geführt und ausgedruckt werden). Wenn möglich bringt man auch noch Kopien der Bewerbungsschreiben und erhaltene Absagen mit. Es muss eine bestimmte Anzahl Bewerbungen pro Monat geschrieben werden.
- Der Arbeitslose ist verpflichtet, alles Zumutbare zur Vermeidung und zur Verkürzung seiner Arbeitslosigkeit zu unternehmen (Sich gezielt, in der Regel in Form einer ordentlichen Bewerbung, um eine neue Stelle bemühen, wenn nötig auch ausserhalb des bisherigen Berufes. Blindbewerbungen können nur als Ergänzung dienen.)

- Der Arbeitslose muss die Angaben über seine Stellensuche gegenüber dem RAV monatlich nachweisen.

- Der Arbeitslose muss eine zumutbare Stelle annehmen.

- Zudem ist der Arbeitslose verpflichtet, jegliche Änderung im Zusammenhang mit seinem ALE-Anspruch (z. B. Erzielung eines Zwischenverdienstes, Aufnahme einer selbstständigen Erwerbstätigkeit, Krankheit oder Unfall) seinen Vollzugsstellen mitzuteilen

Spezialfall: Nimmt ein Arbeitsloser z. B. bei einem Beschäftigungsprojekt teil, kann er seine monatlichen Pflichten bei diesem erfüllen. Ausserdem darf er dann an besonderen Kursen teilnehmen.

## Trägerschaft
Die Trägerschaft ist üblicherweise staatlich. Als einziges RAV in der Schweiz wird jedoch das RAV des Kantons Zug, das aktiv den Kontakt zu den Arbeitgebenden in der Region sucht, von einem privatrechtlichen Träger geführt, dem Verein für Arbeitsmarktmassnahmen (VAM).